# Mangrol

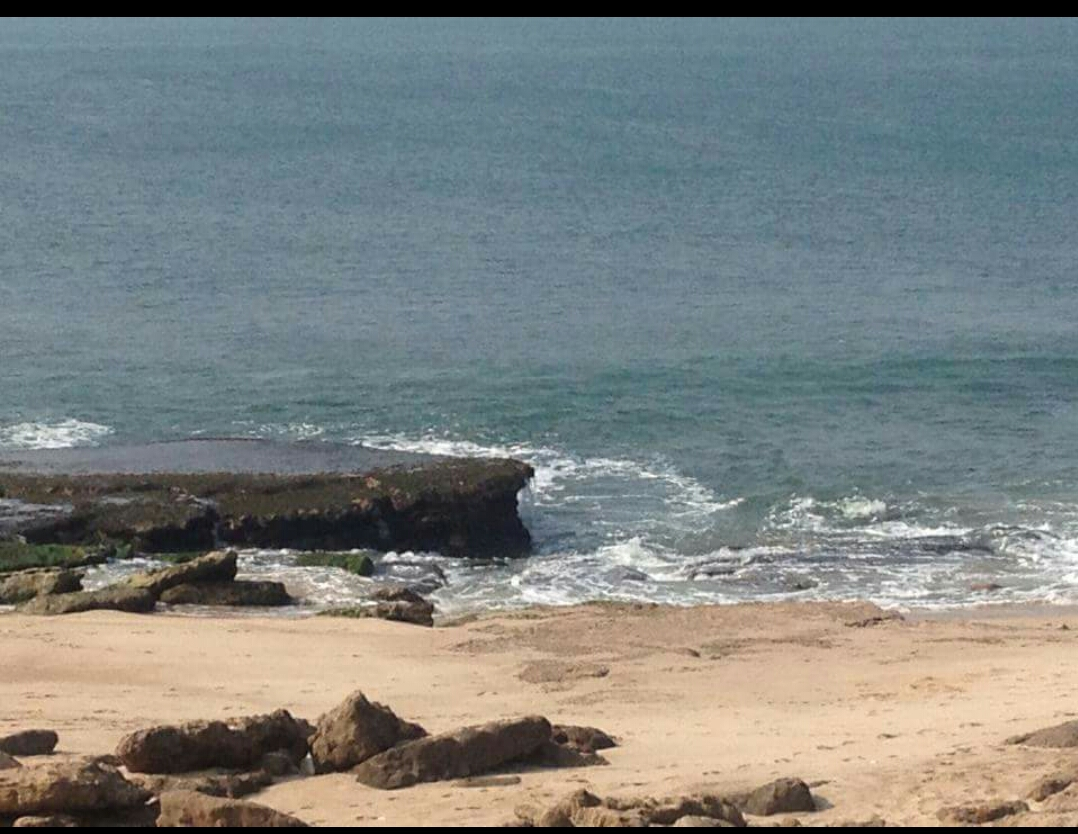
Platja de Mangarol.

Mangrol (Mangarol Bandar) és una ciutat i port de Gujarat, al districte de Junagarh a 21° 08′ N, 70° 14′ E / 21.133°N,70.233°E a la costa sud-oest de la península de Kathiawar. La població al cens del 2001 era de 55.094 habitants i el 1901 de 15.016. Té la millor mesquita de la península datada el 1383. A la rodalia hi ha un far de 23 metres. A 7 km de la població la capella de Kamnath Mahadeo, visitada cada agost i novembre per milers de peregrins. És municipalitat.

## Principat
Mangrol fou la capital un estat tributari protegit amb el mateix nom, a l'agència de Kathiawar, presidència de Bombai, governat per un sobirà musulmà titulat Shaykh que pagava un tribut de 11.5900 rúpies al nawab de Junagarh.